# Chourum

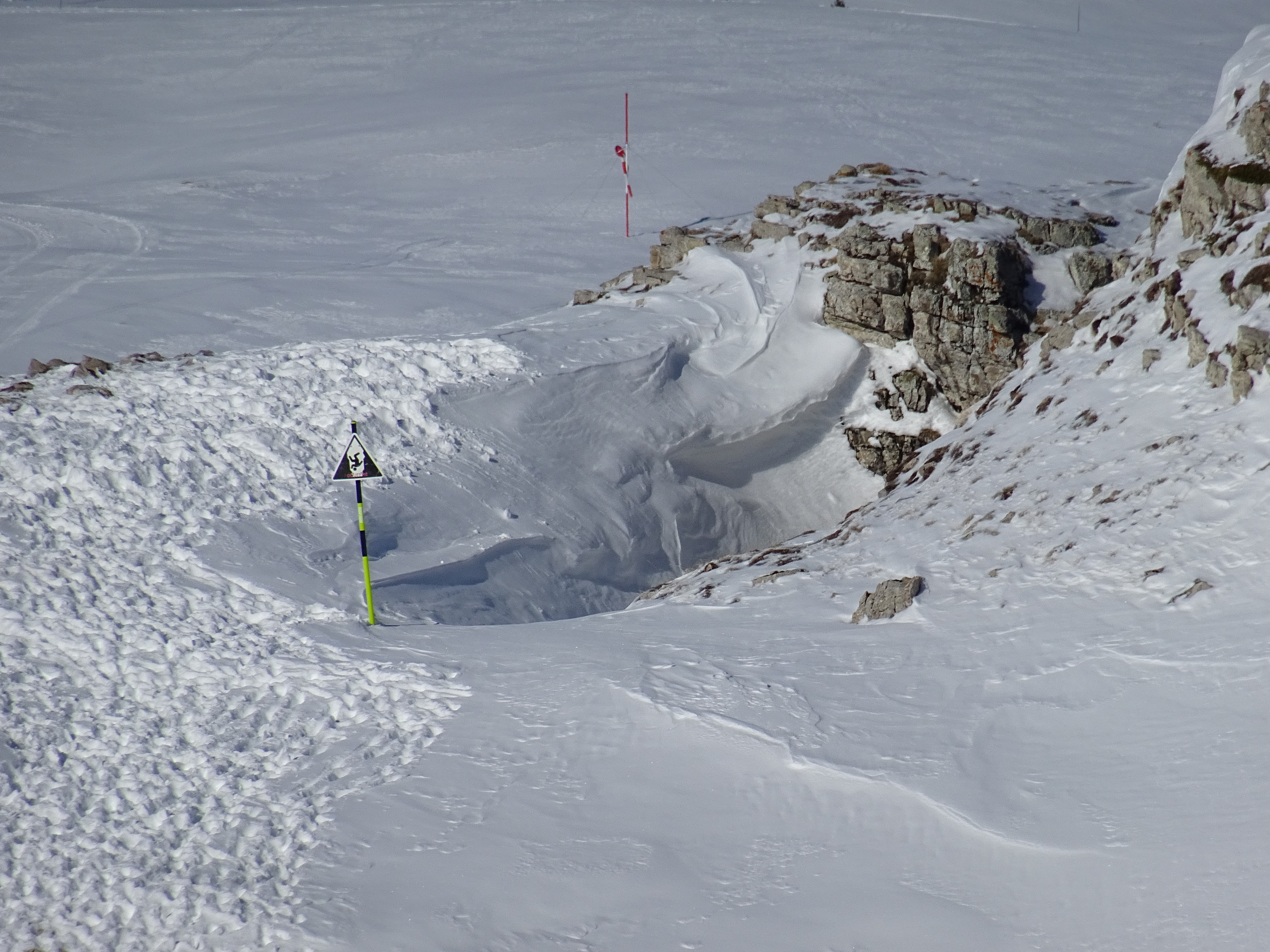
Chourum à côté de la Festoure, à SuperDévoluy.

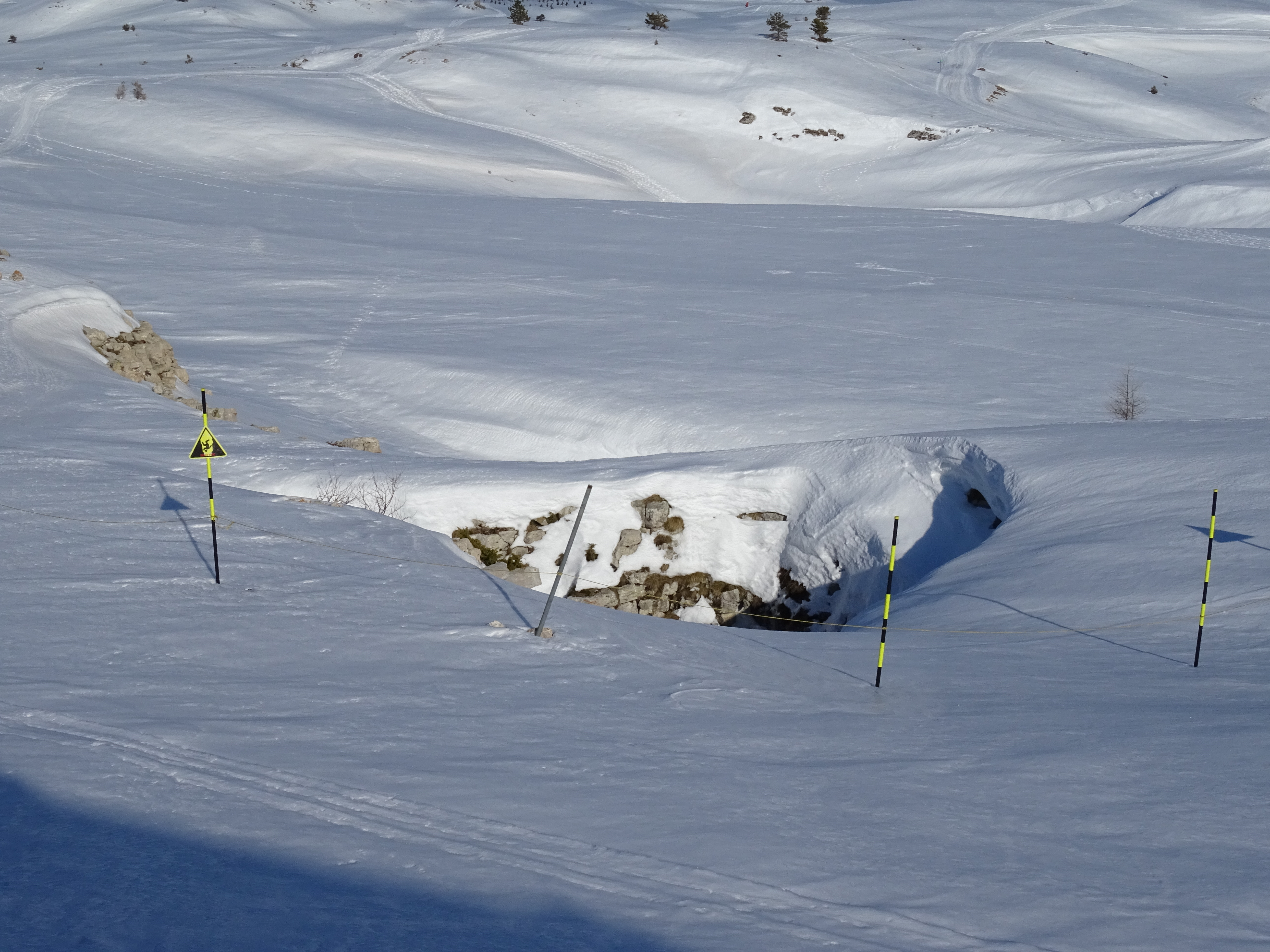
Chourum à côté de la piste Serre d'Aurouze, près de la Joue du Loup.

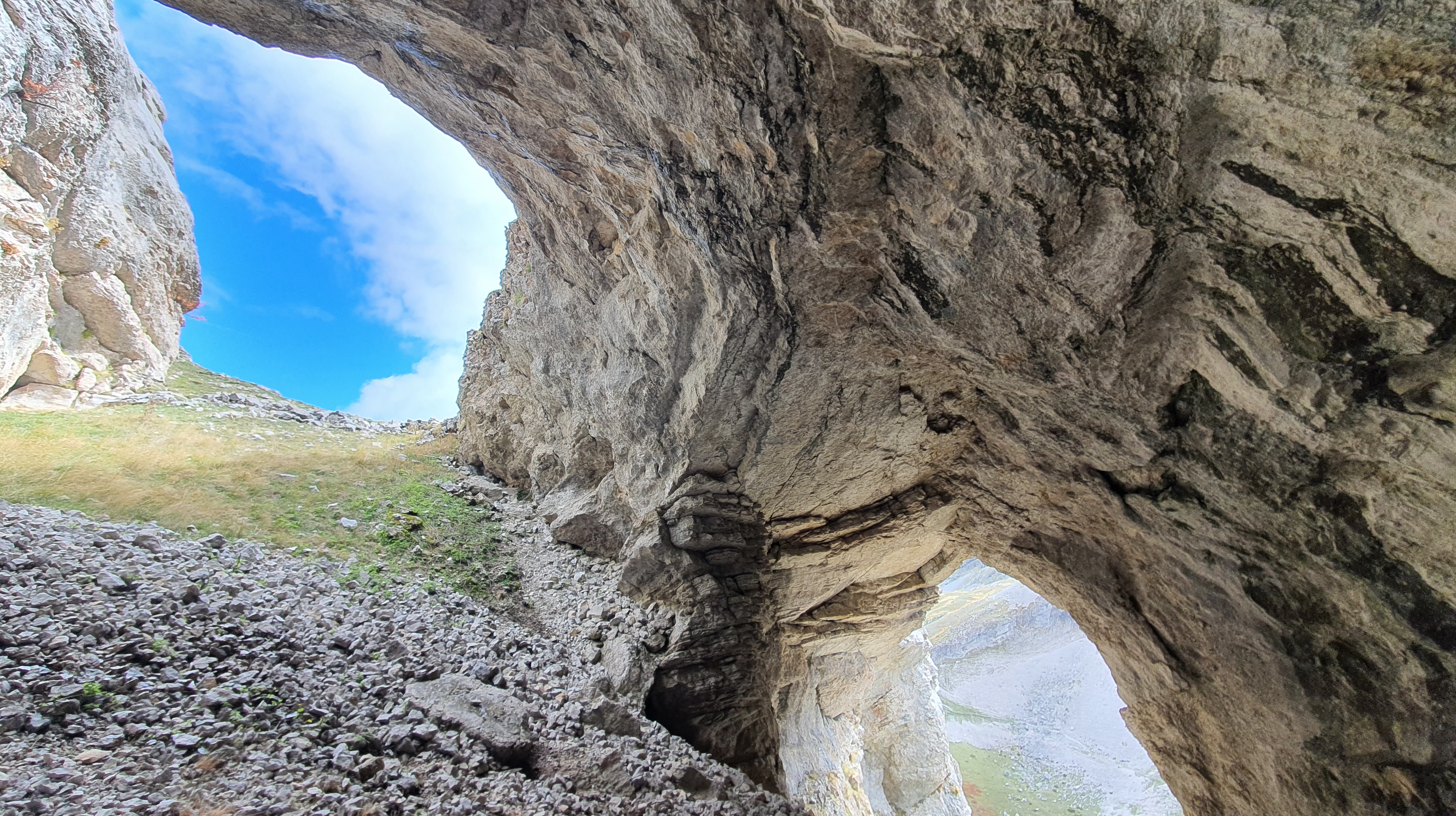
Chourum tunnel dans de Vallon de Charnier (au dessus du col du Festre)

Les chourums sont le nom local des cavités calcaires naturelles (dolines)  dans le massif du Dévoluy (Hautes-Alpes). 
Ces cavités, creusées par l'action conjuguée du vent et de la pluie sur la roche du massif, permettent à l'eau de pénétrer en profondeur dans les roches au lieu de ruisseler en surface. Un système complexe d'écoulements souterrain rassemble ces eaux au niveau d'une couche inférieure imperméable, qui verse vers le nord. Elles ressortent quelques kilomètres plus au nord, au-delà de Saint-Disdier, sous forme d'exsurgences, nommées les Gillardes, qui viennent grossir la Souloise.
Les spéléologues ont dénombré quelque 500 de ces chourums. Parmi les plus importants, on cite le chourum des Aiguilles, proche du col du Festre, profond de 980 mètres, la baume des Forcenés, sur la commune d'Agnières-en-Dévoluy, longue de 7 kilomètres, et le chourum olympique, peu important en dimensions, mais emprunté par une voie d'ascension vers le sommet du Grand Ferrand.

## Étymologie
Selon certaines sources, chourum viendrait de l'arabe crique, échancrure.
Pour d'autres, cette appellation serait un dérivé du patois haut-alpin champ roun désignant un petit pré rond ; en effet, ces gouffres s'ouvrent souvent au centre de dépressions circulaires (dolines). Les anciens prononcent « chourain ».
Par extension, ce nom désigne localement des cavités telles un gouffre ou un aven.